# 伊野上裕伸
伊野上 裕伸（いのうえ ひろのぶ、1938年 -）は日本の推理作家。

## 略歴
大阪府出身。國學院大學文学部日本文学科卒業後に高校教師、興信所調査員、バッタ屋経営と職を転々として、1975年に損害保険会社に就職、調査員として働き、ロス疑惑などの交通事故、医療、火災調査にあたった。
1994年に『保険調査員 赤い血の流れの果て』で第33回オール讀物推理小説新人賞を受賞、小説家デビュー。1996年には『火の壁』で第13回サントリーミステリー大賞読者賞、日本リスクマネジメント学会賞を受賞した。

## 作品リスト
- 『モラル・ハザード』（角川書店） 2000年2月　ISBN 9784047881457
- 『震えるメス 医師会の闇』（文藝春秋） 2005年9月　ISBN 9784167223038
- 『赤ひげの末裔たち 小説・お医者さま生態図鑑』（文藝春秋） 2007年4月　ISBN 9784163257600
- 『特別室の夜』（文藝春秋） 2007年6月　ISBN 9784167223045

### 「保険調査員・相沢志郎」シリーズ
- 『火の壁』（文藝春秋） 1996年4月　ISBN 4-16-316230-5
- 『逆転調査』（文藝春秋） 1997年9月　ISBN 4-16-640120-3
- 『祝宴の闇』（中央公論社） 1998年1月　ISBN 4-12-002747-3

### 「バッタ屋啓輔」シリーズ
- 『タイトロープ.1 虚業の掟』（中央公論社） 1998年8月　ISBN 4-12-500538-9
- 『タイトロープ.2 利権の罠』（中央公論社） 1998年9月　ISBN 4-12-500554-0
- 『タイトロープ.3 暗黒街の牙』（中央公論社） 1998年10月　ISBN 4-12-500562-1
- 『ブランドの魔 バッタ屋啓輔』（中央公論新社） 1999年2月　ISBN 4-12-500581-8
- 『偽の代償 バッタ屋啓輔』（中央公論新社） 1999年6月　ISBN 4-12-500597-4
- 『不法投棄列島 バッタ屋啓輔』（中央公論新社） 1999年10月　ISBN 4-12-500610-5
- 『占有屋 バッタ屋啓輔』（中央公論新社） 2000年4月　ISBN 4-12-500644-X
- 『取込詐欺師 バッタ屋啓輔』（中央公論新社） 2000年9月　ISBN 4-12-500669-5
- 『対決 バッタ屋啓輔』（中央公論新社） 2001年1月　ISBN 4-12-500690-3

### 「病院探偵水本玲」シリーズ
- 『抹殺 病院探偵水本玲』（中央公論新社） 2009年6月　ISBN 9784122051621

### 推理小説以外
- 『人間はウソをつく動物である 保険調査員の事件簿』（中央公論新社） 2009年4月　ISBN 9784121503138